# Parc-aux-cerfs (Versailles)
Pour les articles homonymes, voir Parc aux cerfs.

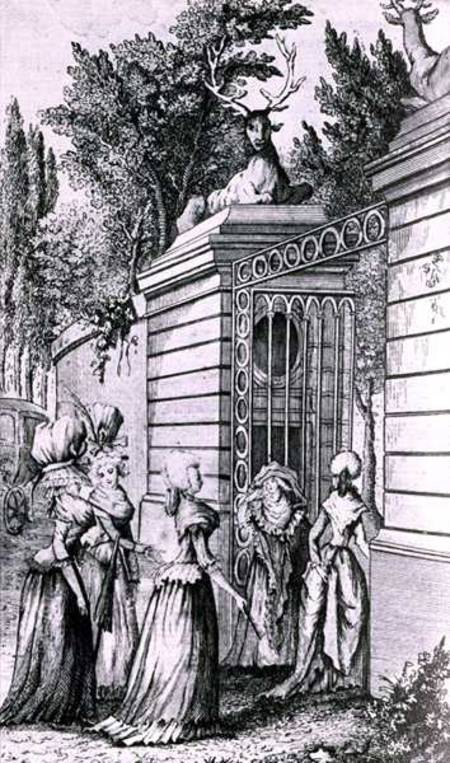
Entrée du Parc-aux-Cerfs (extrait du livre de Louis-Gabriel Bourdon), 1790.

Le Parc-aux-cerfs est le nom donné à un quartier de Versailles à l’époque de Louis XV, correspondant aujourd'hui au quartier Saint-Louis. Il s'y trouvait une propriété abritant les jeunes concubines du roi, faisant qu'ensuite l'expression « Parc aux cerfs » désignera un lupanar.  

## Historique
Le nom de ce quartier provient d'un enclos enfermant des cerfs à l'époque de Louis XIII qui chassait à Versailles (il y fit construire un relais de chasse puis plus tard un petit château). À la suite du développement du château sous Louis XIV, la ville dut s'agrandir, le « parc aux cerfs » fut donc loti et urbanisé pour loger de nombreuses personnes travaillant au château et dans les administrations du royaume. Ce quartier s'est ensuite nommé quartier de la Cathédrale, et s’appelle aujourd'hui quartier Saint-Louis, du nom de cette cathédrale.
Madame de Pompadour, favorite de Louis XV, après la fin de sa liaison physique avec le roi en 1752, installa, dans une demeure de ce quartier (le terrain étant la propriété d'un de ses proches et le pavillon, 4, rue Saint-Médéric, propriété de son intendant), des femmes, souvent très jeunes, qui y étaient entretenues pour satisfaire la concupiscence du roi. Elle veillait à ce qu’aucune de ces concubines ne devienne sa rivale en prenant de l’ascendant sur le roi. Plusieurs de ces femmes eurent des enfants de Louis XV ; elles étaient alors parfois mariées à un membre de la Maison du roi qui endossait la paternité de l’enfant. Ce pavillon du Parc-aux-cerfs décrit alors comme « un vaste sérail » fait partie pour l'imagination populaire des folies luxurieuses.

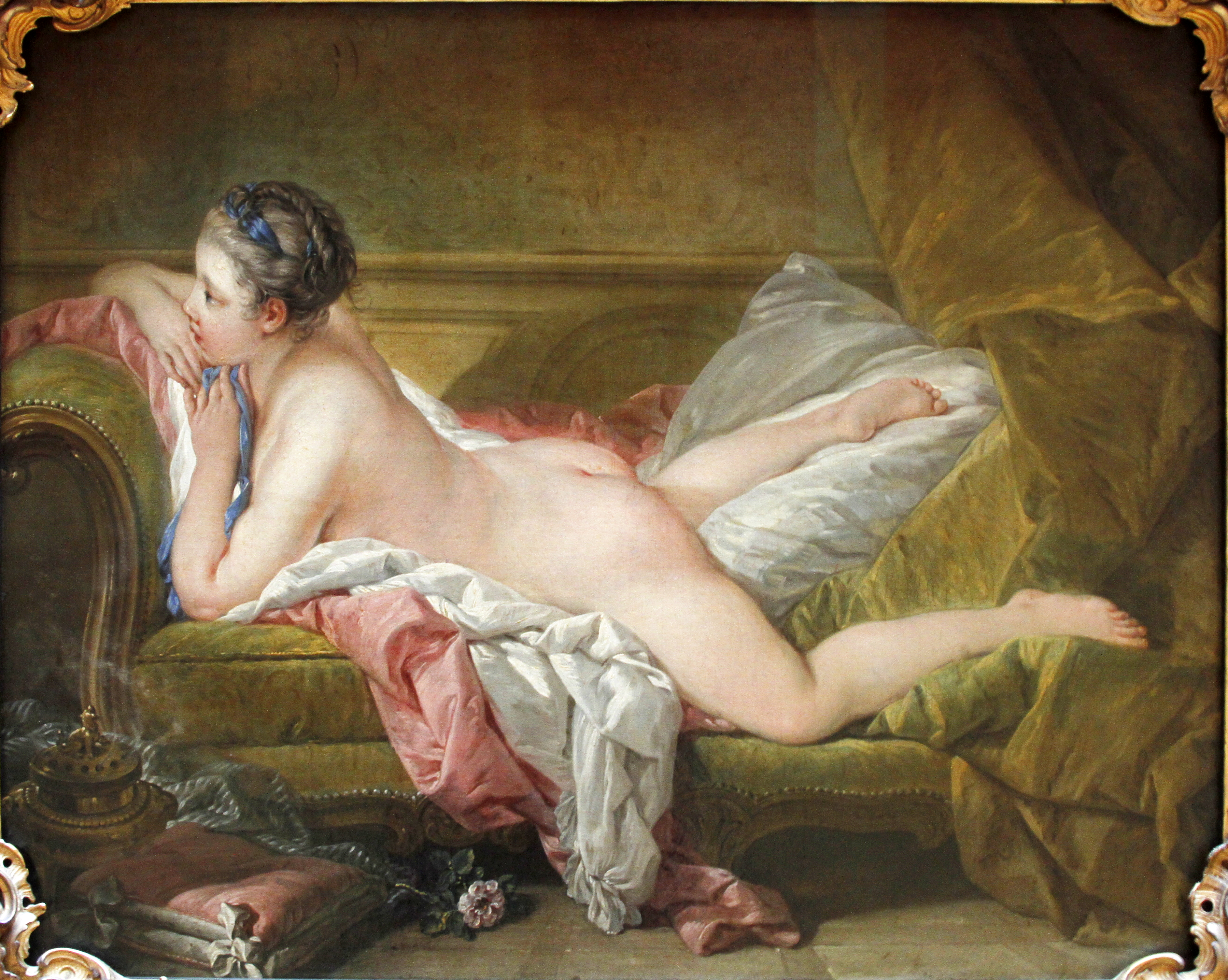
L'Odalisque blonde, peinture de François Boucher représentant Marie-Louise O'Murphy, avant qu'elle ne devienne une « résidente » du Parc-aux-cerfs.

Parmi les concubines du Parc-aux-cerfs, figura la « belle O’Murphy », peinte par François Boucher et dont, dans l’Histoire de sa vie, Casanova prétend avoir su jouer assez habilement pour la livrer encore vierge au roi. Il semble aussi que Jeanne du Barry soit aussi passée par le Parc-aux-cerfs avant de devenir favorite officielle.

## Dans la culture populaire
L’imagination populaire s’étant approprié le lieu (abandonné et revendu en 1771), l’expression « Parc aux cerfs » est devenue une périphrase pour parler d’un lupanar. La propagande anti-royaliste ou dévote l’utilisera aussi pour présenter Louis XV comme un tyran débauché. Ainsi, contrairement à la légende, le roi ne se rendit jamais dans cette demeure, les femmes ne faisant qu’y loger, étant ensuite amenées au palais par le sieur Lebel, un de ses valets de chambre qui les faisait passer dans une chambre appelée le « trébuchet » où le monarque décidait du sort de la belle.